# Apterodina bechynei
Apterodina bechynei es un coleóptero de la familia Chrysomelidae.
Fue descrita científicamente por primera vez en 2004 por Flowers.